# 데빌 월드
《데빌 월드》는 닌텐도와 인텔리전트 시스템즈가 제작한 1984년 미로 게임이다. 패밀리 컴퓨터 플랫폼으로 개발돼 일본서 1984년 10월 5일 처음 출시됐다. 유럽 지역에서 1987년 7월 15일 발매됐으며 북미 지역에선 발매하지 않았다.
플레이어는 녹색 용 타마곤을 조종하며 《팩맨》과 유사한 미로형태의 맵의 점들을 먹어 점수를 획득한다. 십자가를 수집하면 적들을 물리칠 수 있다. 미야모토 시게루가 처음 기획한 가정용 비디오 게임기 전용 게임이다.
2023년에 닌텐도 스위치 온라인으로 디지털 재출시됐다.

## 개발
《데빌 월드》는 미야모토 시게루와 데즈카 다카시가 기획했다.:3, 4

## 참조

### 주해
1. ↑  영어: Devil World, 일본어: デビルワールド